# Hendrik I van Gronsveld
Hendrik I van Gronsveld ridder en burggraaf van Limburg in 1326 (ca. 1296 - ca. 1350) was de zoon van Johan I (Jan) van Gronsveld ridder, heer en graaf van Gronsveld van 1282 tot 1326 (ca. 1256-1326) en Margaretha van Merode (ca. 1265-).
Hij trouwde met Mechtilde van de Bongart vrouw van Heyden (ca. 1302-) de dochter van Arnold van de Bongart-De Pomerio heer van Heyden, kastelein en Drost van Herzogenrath (ca. 1270-). Uit zijn huwelijk zijn geboren:
- Catharina van Gronsveld van Maastricht (ca. 1322-). Zij trouwde ca. 1355 met Johan van Argenteau (ca. 1319-1362). Zij trouwde (2) in 1363 met Diederik van Welckenenhausen. Zij trouwde (3) ca. 1374 met Hendrik van Pyrmont heer van Pyrmont. Uit haar eerste huwelijk zijn geboren:
  - Mahaut van Argenteau (ca. 1341-)
  - Catherine van Argenteau (ca. 1343-)
  - Jean van Argenteau (ca. 1345-)
  - Renard van Argenteau (ca. 1350-)
- Wilhelmus van Gronsveld heer van Gronsveld (ca. 1330-voor 1382)
- Hendrik II van Gronsveld burggraaf van Limburg, heer van Gronsveld 1386-1404 en heer van Heyden (ca. 1335-1404)
- Johan II (Jean) van Gronsveld ridder, heer van Gronsveld en heer van Heyden 1382-1386 (ca. 1336-1386). In 1382, net voor het sterven van hertog Wenceslaus (1337-1383), had hij een grote som geld aan de Brabantse hertog geleend. In ruil hiervoor werd hij in 1386 aangesteld als kastelein-drossaard van Valkenburg. Jan II van Gronsveld heeft echter niet lang kunnen genieten van zijn aanstelling want hij werd op 23 augustus 1386 te Aken vermoord. Op 1 oktober 1386 treedt daarom zijn broer Hendrik II van Gronsveld als zijn vervanger op als kastelein-drossaard van Valkenburg,
- Jenne van Gronsveld (ca. 1337-)
- Godfried van Gronsveld (ca. 1339 - voor 1397)
- NN van Gronsveld (ca. 1341-)